# Mileto (Asia Minore)
Mileto (in ittita: Millawanda, Millawata; in greco antico: Μίλητος?, Mílētos; in latino Miletus) fu una città costiera della Ionia d'Asia, situata nella regione anticamente detta Caria in Asia Minore. Si distinse nel mondo antico per l'intensa vita intellettuale, economica e politica.
Mileto era situata in posizione strategica sulla costa sud-occidentale dell'Anatolia, su un promontorio non lontano dalla foce del fiume Meandro, al termine di un'importante via carovaniera che collegava la Mesopotamia alle coste del mar Egeo e alle sue isole (tra cui la vicinissima Samo).

## Storia
A partire dal 1900 a.C. circa, giunsero a Mileto manufatti della civiltà minoica acquisiti con il commercio. Per alcuni secoli, il sito ricevette un forte impulso da quella civiltà, un fatto archeologico che tende a sostenere, ma non necessariamente a confermare, la leggenda della fondazione, cioè l'afflusso di popolazione, proveniente da Creta.

### Epoca micenea
Mileto fu una roccaforte micenea sulla costa dell'Asia Minore dal 1450 al 1100 a.C. circa. Nel 1320 a.C. circa, la città sostenne la ribellione anti-ittita di Uhha-Ziti della vicina Arzawa. Muršili ordinò ai suoi generali Mala-Ziti e Gulla di fare un'incursione a Millawanda, e questi procedettero a bruciarne alcune parti; i danni di Tardo Elladico IIIA trovati in loco sono stati associati a questa incursione. Inoltre la città fu fortificata secondo un progetto ittita.
Mileto, con il nome di Millawata, è poi menzionata nella lettera di Tawagalawa, parte di una serie che comprende la lettera di Manapa-Tarhunta e la lettera di Millawata, tutte datate in modo meno sicuro. Nella lettera di Tawagalawa si legge che Milawata aveva un governatore, Atpa, che era sotto la giurisdizione di Ahhiyawa (uno stato in crescita probabilmente nella Grecia micenea); e che la città di Atriya era sotto la giurisdizione di Milesi. Anche la lettera di Manapa-Tarhunta menziona Atpa. Insieme, le due lettere raccontano che l'avventuriero Piyama-Radu aveva umiliato Manapa-Tarhunta davanti ad Atpa (oltre ad altre disavventure); un re ittita aveva poi inseguito Piyama-Radu a Millawata e, nella lettera di Tawagalawa, aveva chiesto l'estradizione di Piyama-Radu agli Ittiti.
Successivamente, nella fase dei conflitti fra Arzawa e gli Ittiti, le forze congiunte di Tudhaliya IV e Tarkasnawa, sovrano di Mira, attaccarono ed espugnarono Millawata, (1225 a.C. ca.), cancellando così ogni pretesa di intromissioni di questo regno di Ahhiyawa nell'area anatolica.
Nell'ultima fase dell'età del Bronzo, la cittadella di Pilo contava tra le sue schiave una mi-ra-ti-ja, in greco miceneo per "donne di Mileto", scritta in scrittura sillabica Lineare B.
Durante il crollo della civiltà dell'Età del Bronzo, Mileto fu bruciata, presumibilmente dai Popoli del Mare.

### Epoca greca
La fondazione di Mileto, come città greca, oscilla tra il 1077-75 a.C. (Marmor Parium) e il 1044 a.C. (Eratostene).
Nell'Iliade Mileto è ancora una città caria e i suoi abitanti combattono contro gli Achei. Successivamente – secondo la tradizione, durante la cosiddetta prima colonizzazione greca – la città fu rifondata da colonizzatori Ioni che sottrassero il territorio ai Carii. La città rimase fino all'VIII secolo a.C. sotto il controllo della dinastia dei Nelidi, provenienti forse da Atene. Vi si parlava il dialetto ionico. Per questo Mileto è una città ionica, anche se geograficamente si trova in Caria.
La politica di Mileto in quel periodo fu ispirata a mantenere buoni rapporti con le grandi potenze mediterranee che avrebbero potuto danneggiare la sua espansione economica; particolarmente stretti furono i rapporti con l'Egitto sotto il faraone Psammetico I, che Mileto appoggiò (con finanziamenti e mercenari) contro gli Assiri. Mileto fu una delle città coinvolte nella guerra lelantina dell'VIII secolo a.C..
Alla fine del VII secolo a.C., durante la guerra col regno di Lidia, che poneva ostacoli ai commerci via terra, Trasibulo divenne tiranno della città e fu introdotto – una novità per le città greche dell'epoca – l'uso della moneta (di elettro). Particolarmente interessante è la posizione strategica di Mileto ai fini commerciali: 1) posizione sul grande fiume Meandro; 2) porto d'importazione ed esportazione ideale con l'Occidente. Il traffico marittimo, l'alleanza con Atene, la cultura filosofica e la vicinanza con la Lidia ne fanno la città ideale per la prima coniazione monetaria; non a caso Atene adotterà poi la dracma.

Mileto durante il VI secolo a.C.

Con la morte di Trasibulo, avvenuta nel 590 a.C., per alcuni decenni Mileto dovette subire l'ingerenza di Creso, re della Lidia; successivamente si ebbe un governo di tipo teocratico sotto l'autorità dei Molpoi, sacerdoti di Apollo Delphinios, patrono della città; fino all'intervento dell'imperatore persiano Ciro, che impose alla città un tiranno di sua fiducia, Istieo.
In quegli anni, personalità come Talete, Anassimandro ed Ecateo fecero della città la culla della filosofia, delle scienze naturali, degli studi geografici e storiografici.
Attorno al VI secolo a.C. dodici città della Ionia tra cui Mileto (la cosiddetta Dodecapoli ionia) si unirono a formare la Lega Ionica, per meglio resistere all'impero persiano. Erano unite dal culto di Poseidone "Eliconio", per il quale, presso il monte Micale, di fronte a Mileto, venivano celebrate le celebrazioni comuni della lega, le Panionie. Altre città della Lega erano Chio, Samo, Èfeso, Miunte, Priene, ai piedi del monte Micale, Colofone, Clazomene, Focea, Eritre e Magnesia.
Nel 499 a.C. il tiranno fiduciario dei Persiani, Aristagora di Mileto, si ribellò al potere persiano, esortando alla rivolta tutto il mondo ionico d'Asia Minore. La rivolta ionica fallì e i Greci d'Asia furono sconfitti nella battaglia di Lade. La città fu distrutta e saccheggiata dai Persiani: l'evento suscitò enorme scalpore e commozione in Grecia. Dal punto di vista di Erodoto questa fu la causa delle successive guerre persiane.
Dopo la vittoria greca a Micale, nel 479 a.C., in cui l'esercito persiano fu sbaragliato e la flotta persiana distrutta, si decise la ricostruzione della città, che rimase sotto l'influenza ateniese fino al 412 a.C., quando uscì dalla lega delio-attica e si alleò con Sparta, accogliendo il satrapo Tissaferne.
Nel 401 a.C. fu consegnata da Sparta all'autorità persiana del satrapo Tissaferne. Mentre le città della Ionia aderirono alla rivolta di Ciro il Giovane, prestandogli giuramento di fedeltà, Mileto rimase nelle mani di Tissaferne, il quale uccise o esiliò i cittadini che avrebbero voluto far rivoltare la città. Fu assediata da Ciro, che non riuscì ad espugnarla. Venne liberata nel 334 a.C. da Alessandro Magno.

### Epoca ellenistica
Alla morte di Alessandro, nel 323 a.C., Mileto passò sotto il controllo di Tolomeo, governatore della Caria, e del suo satrapo di Lidia, Asandro, che erano diventati autonomi. Nel 312 a.C., il generale macedone Antigono I Monoftalmo inviò Docimo e Medeo a liberare la città e a concedere l'autonomia, ripristinando il regime democratico. Nel 301 a.C., dopo che Antigono I fu ucciso nella battaglia di Ipso dalla coalizione di Lisimaco, Cassandro e Seleuco I Nicatore, fondatore dell'Impero seleucide, Mileto mantenne buoni rapporti con tutti i successori dopo che Seleuco I Nicatore fece sostanziose donazioni al santuario di Didyma e restituì la statua di Apollo che era stata rubata dai Persiani nel 494 a.C..
Nel 295 a.C., il figlio di Antigono I, Demetrio Poliorcete, fu l'arconte eponimo (stefanoforo) della città, che si alleò con Tolomeo I Soter d'Egitto, mentre Lisimaco assunse il potere nella regione, applicando una politica severa nei confronti delle città greche imponendo tasse elevate, costringendo Mileto a ricorrere al prestito.
Intorno al 286 a.C. tornò Demetrio Poliorcete, ma non riuscì a mantenere i suoi possedimenti e fu imprigionato in Siria. Nicocle di Sidone, comandante della flotta di Demetrio, si arrese alla città. Lisimaco dominò fino al 281 a.C., quando fu sconfitto dai Seleucidi nella battaglia di Corupedio. Nel 279 a.C. i Milesi adottarono un nuovo sistema cronologico basato sui Seleucidi.
Nel 279 a.C., la città fu strappata al re seleucide Antioco II dal re egiziano Tolomeo II Filadelfo, che le donò una vasta area di terreno per cementare la loro amicizia, e rimase sotto il dominio egiziano fino alla fine del secolo.
Nel II secolo a.C. fiorì Aristide di Mileto, fondatore della scuola letteraria miletese.

### Epoca romana
Mileto entrò a far parte, come città libera, della provincia romana d'Asia nel 133 a.C., per poi perdere del tutto la libertà nel 78 a.C., a causa dell'appoggio dato a Mitridate nella guerra che quest'ultimo stava combattendo contro Roma.
La città conobbe un ultimo periodo di sviluppo durante l'epoca imperiale, vivendo un intenso sviluppo economico, tanto da divenir nota nell'impero per costumi libertini e abitudini licenziose (si pensi alla fabula milesia e alla figura di Aristide di Mileto).
A partire dal VI secolo ebbe inizio la decadenza, fino al X secolo, quando un terremoto distrusse gran parte degli edifici di Mileto.

## Colonie di Mileto
Mileto divenne famosa per il gran numero di colonie che fondò. Era considerata la più grande metropoli greca e fondò più colonie di qualsiasi altra città greca. Plinio il Vecchio (Storia naturale, 5.112) afferma che Mileto fondò oltre 90 colonie. 
Tra queste vi sono:
- Abido
- Amiso
- Apollonia Pontica
- Cizico
- Lampsaco
- Nymphaion
- Panticapeo
- Fanagoria
- Sinope
- Tyras
- Trebisonda

## Scavo archeologico
I primi scavi a Mileto furono condotti dall'archeologo francese Olivier Rayet nel 1873, seguito dagli archeologi tedeschi Julius Hülsen e Theodor Wiegand tra il 1899 e il 1931. Gli scavi, tuttavia, furono interrotti più volte a causa di guerre e altri eventi. Carl Weickart scavò per una breve stagione nel 1938 e di nuovo tra il 1955 e il 1957. Fu seguito da Gerhard Kleiner e poi da Wolfgang Muller-Wiener. Oggi gli scavi sono organizzati dall'Università della Ruhr a Bochum, in Germania.
Un notevole manufatto recuperato dalla città durante i primi scavi del XIX secolo, la Porta del Mercato di Mileto, è stato trasportato pezzo per pezzo in Germania e riassemblato. Attualmente è esposta al Pergamonmuseum di Berlino. La collezione principale di manufatti risiede nel Museo di Mileto a Didim, Aydın, in funzione dal 1973.
Gli archeologi hanno scoperto una grotta sotto il teatro della città e ritengono che si tratti di una grotta "sacra" appartenuta al culto di Asclepio.

## Galleria d'immagini

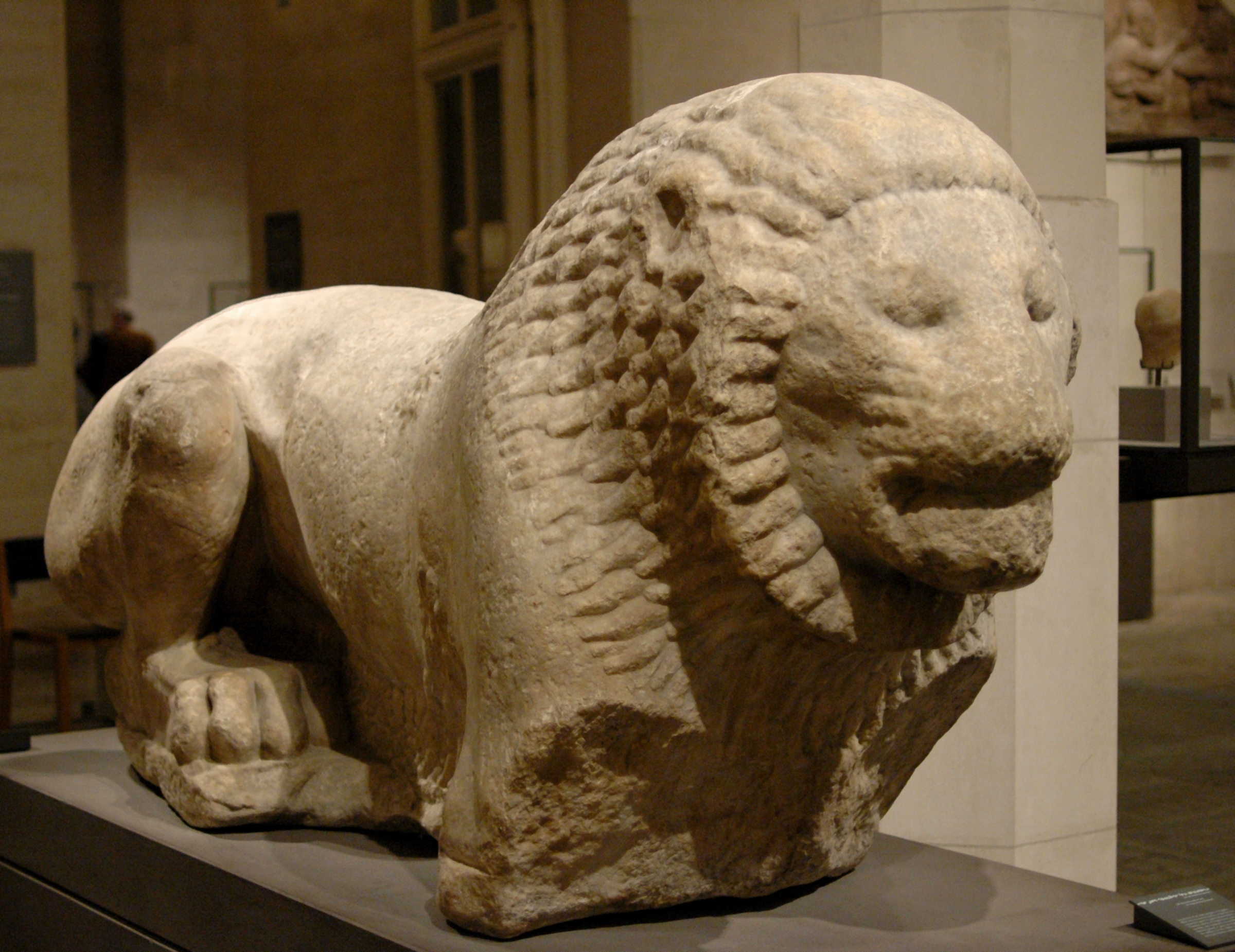
Leone funerario del VI secolo a.C.
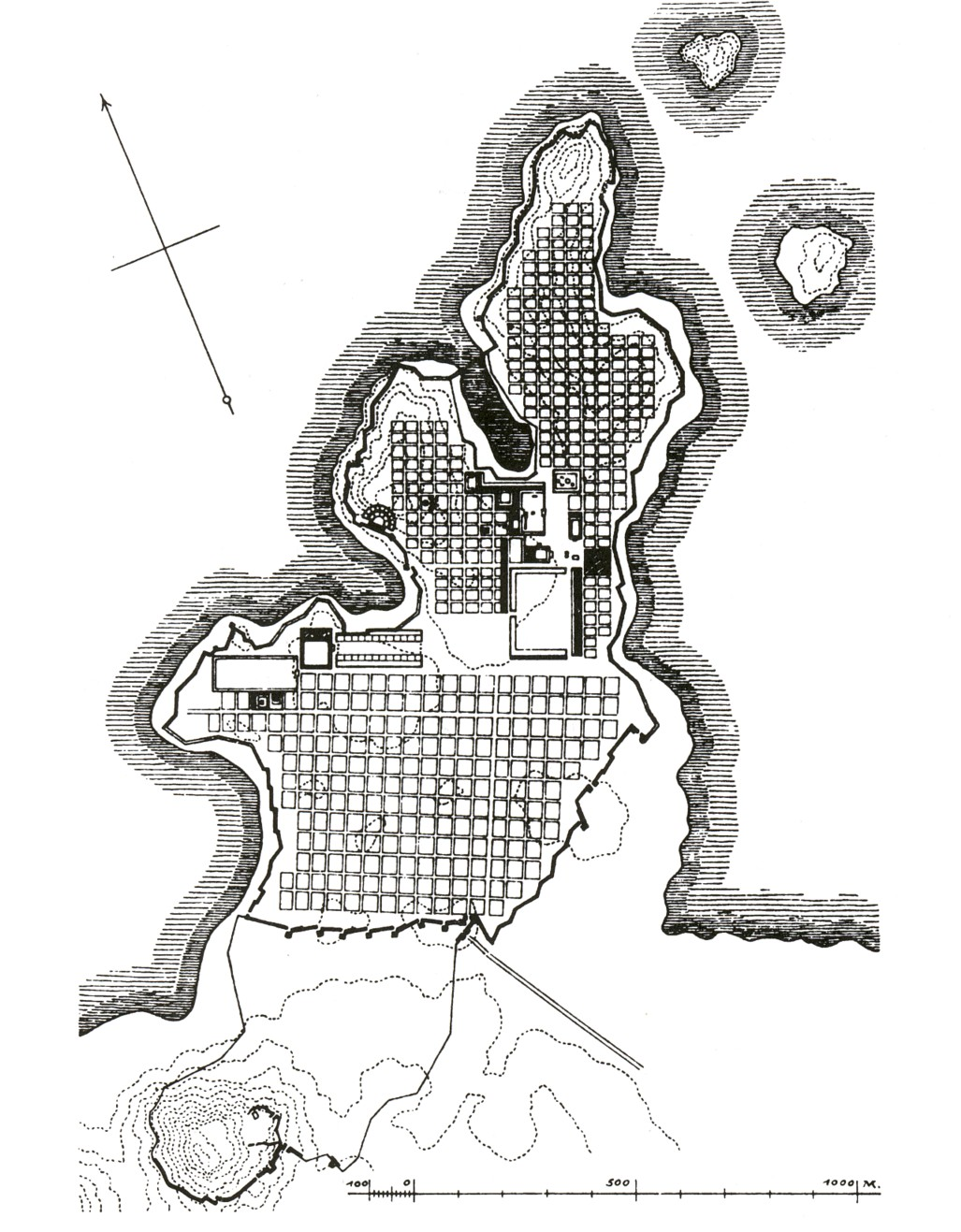
La pianta regolare secondo le idee di Ippodamo di Mileto (V secolo a.C.)
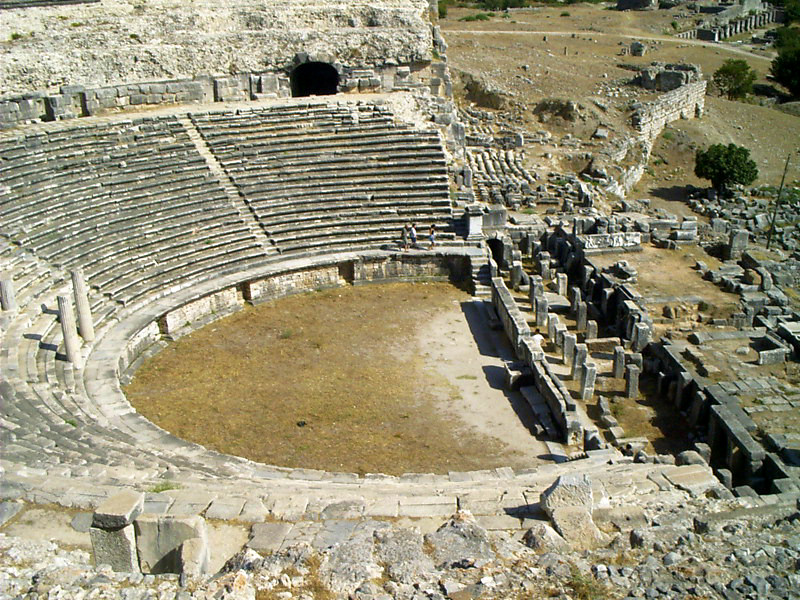
Il teatro di Mileto
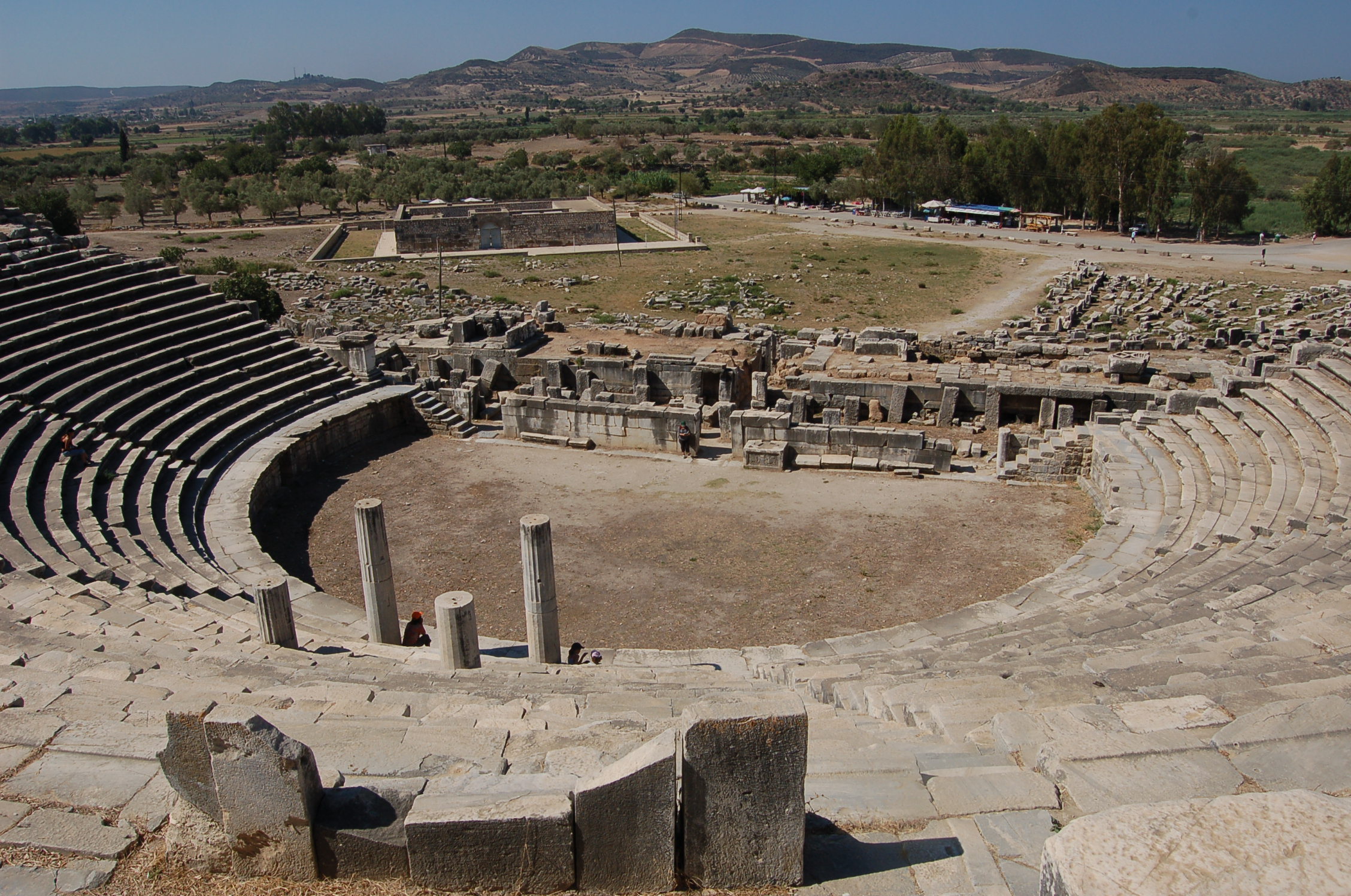
Il teatro di Mileto visto dalla cavea
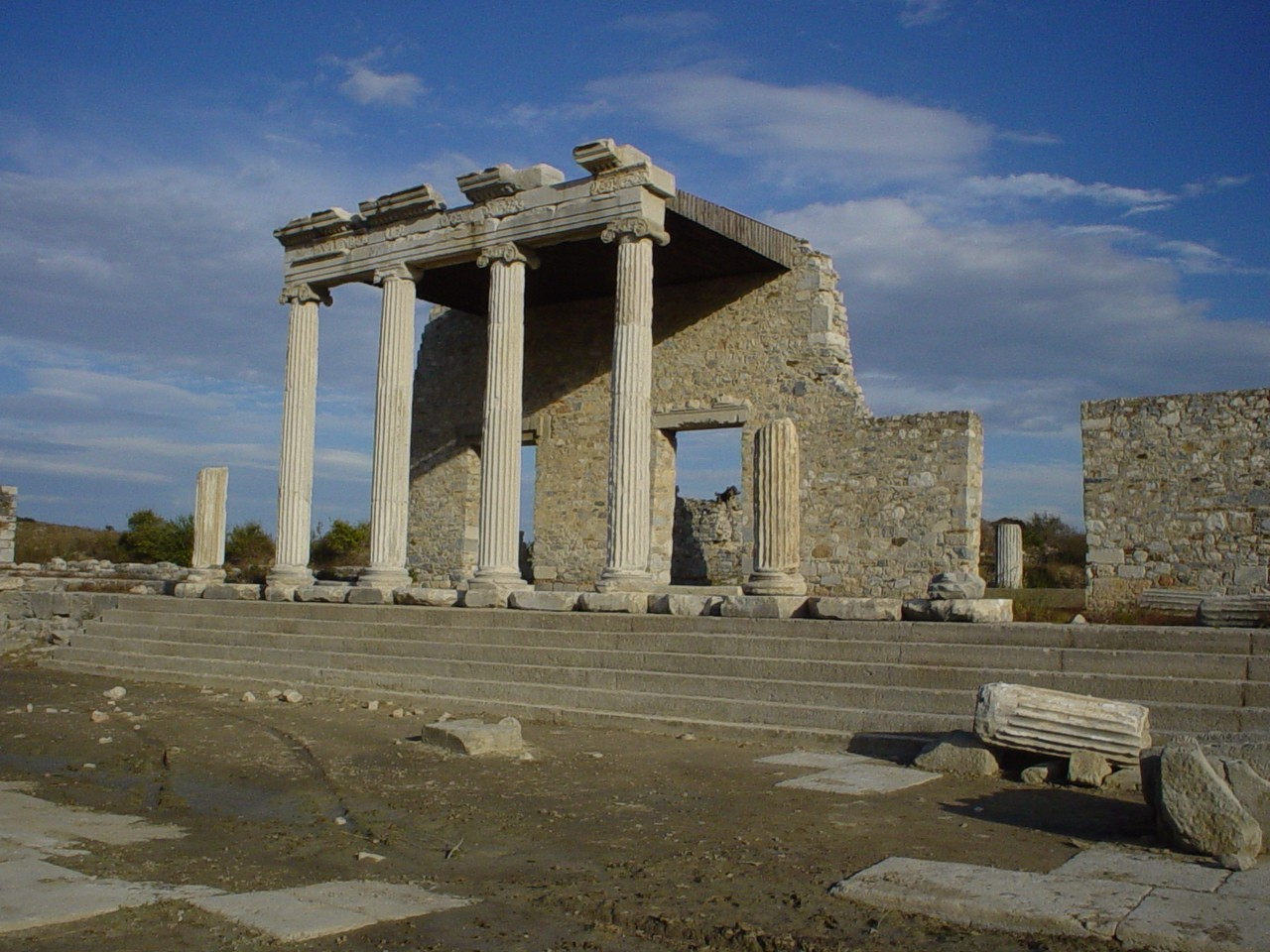
La stoà di Mileto
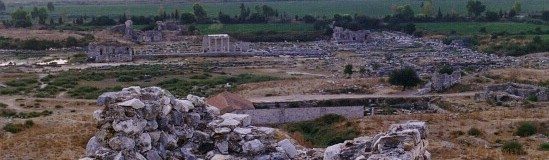
Lo stadio di Mileto
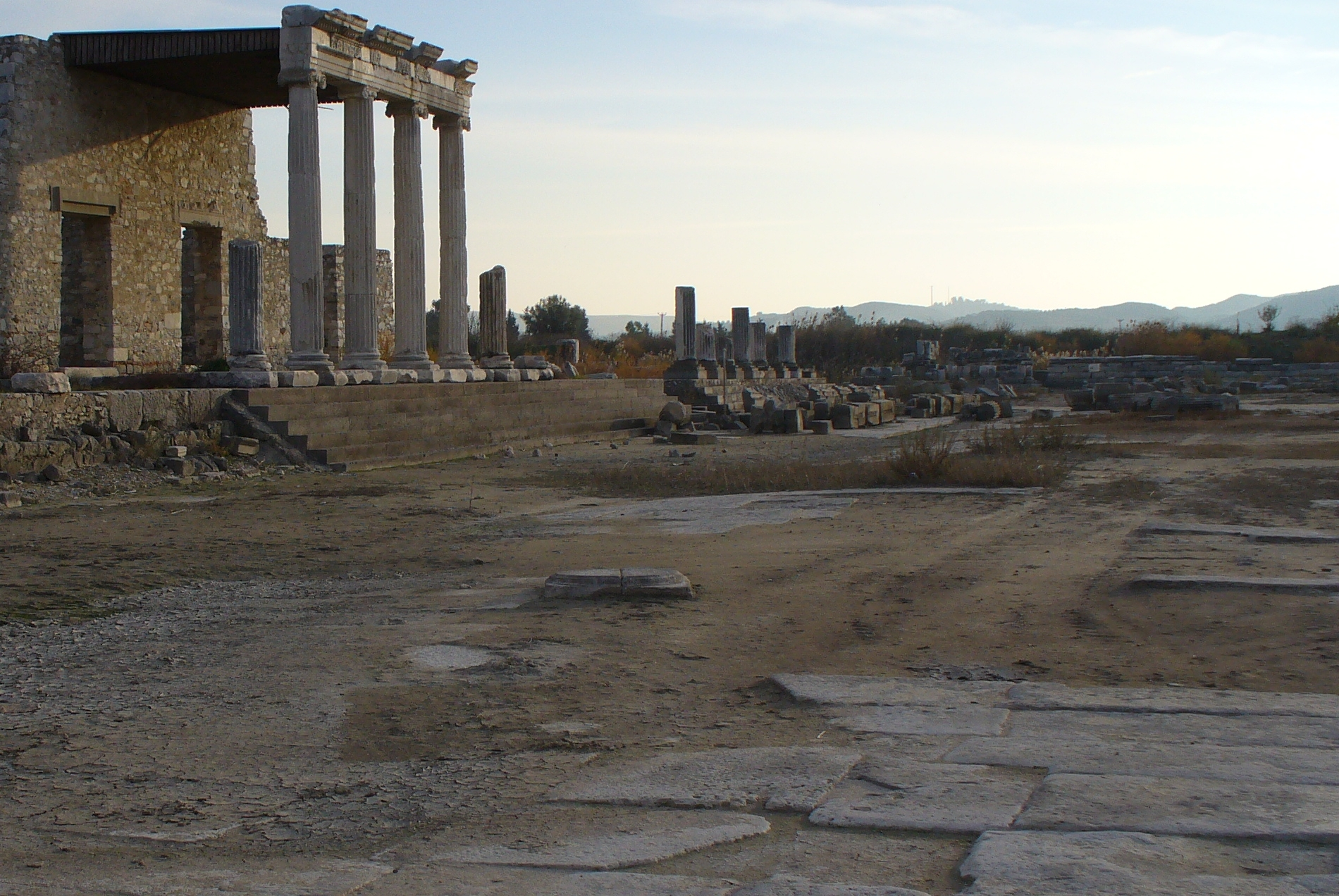
L'agorà di Mileto
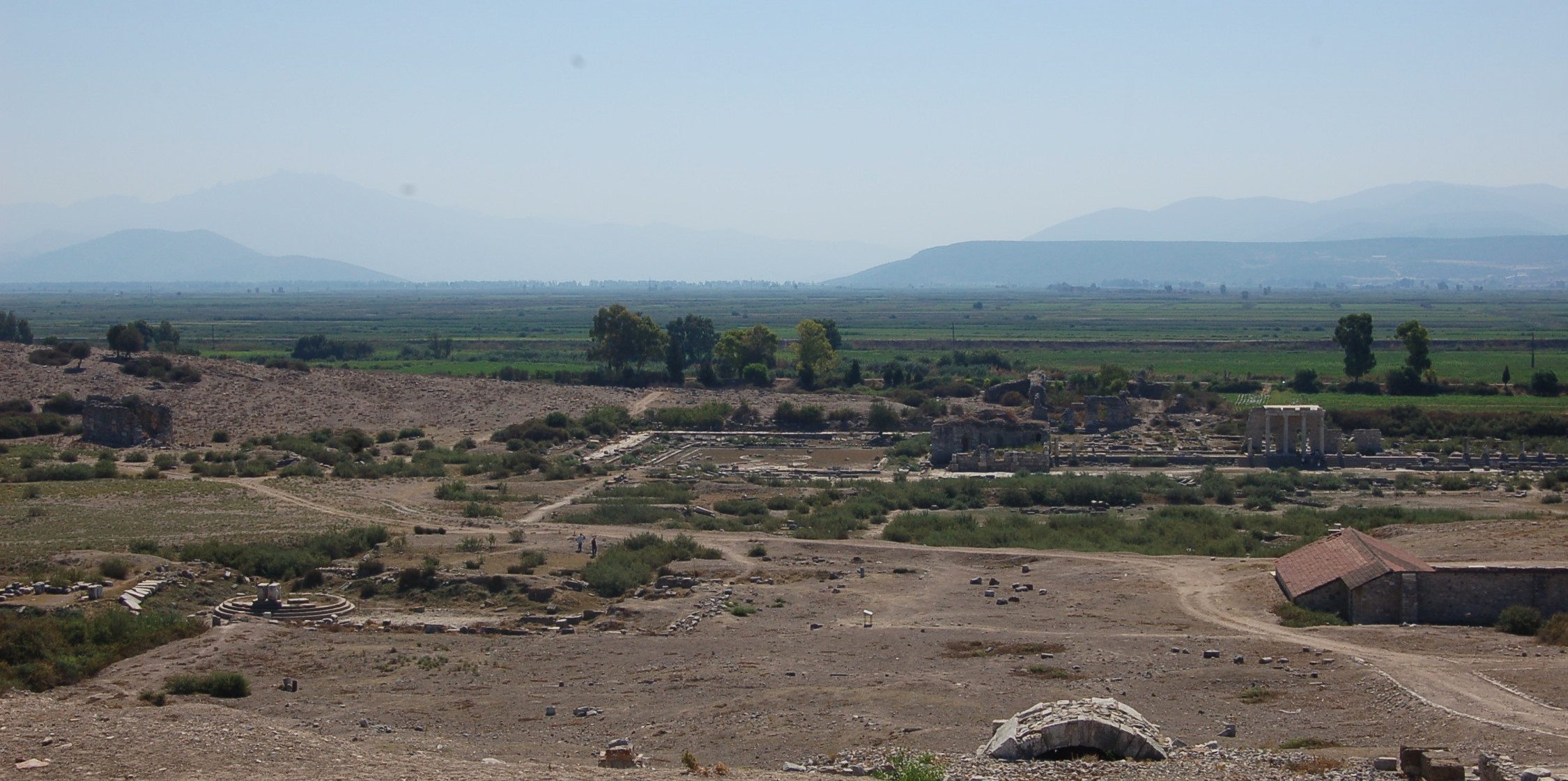
L'agorà nord di Mileto
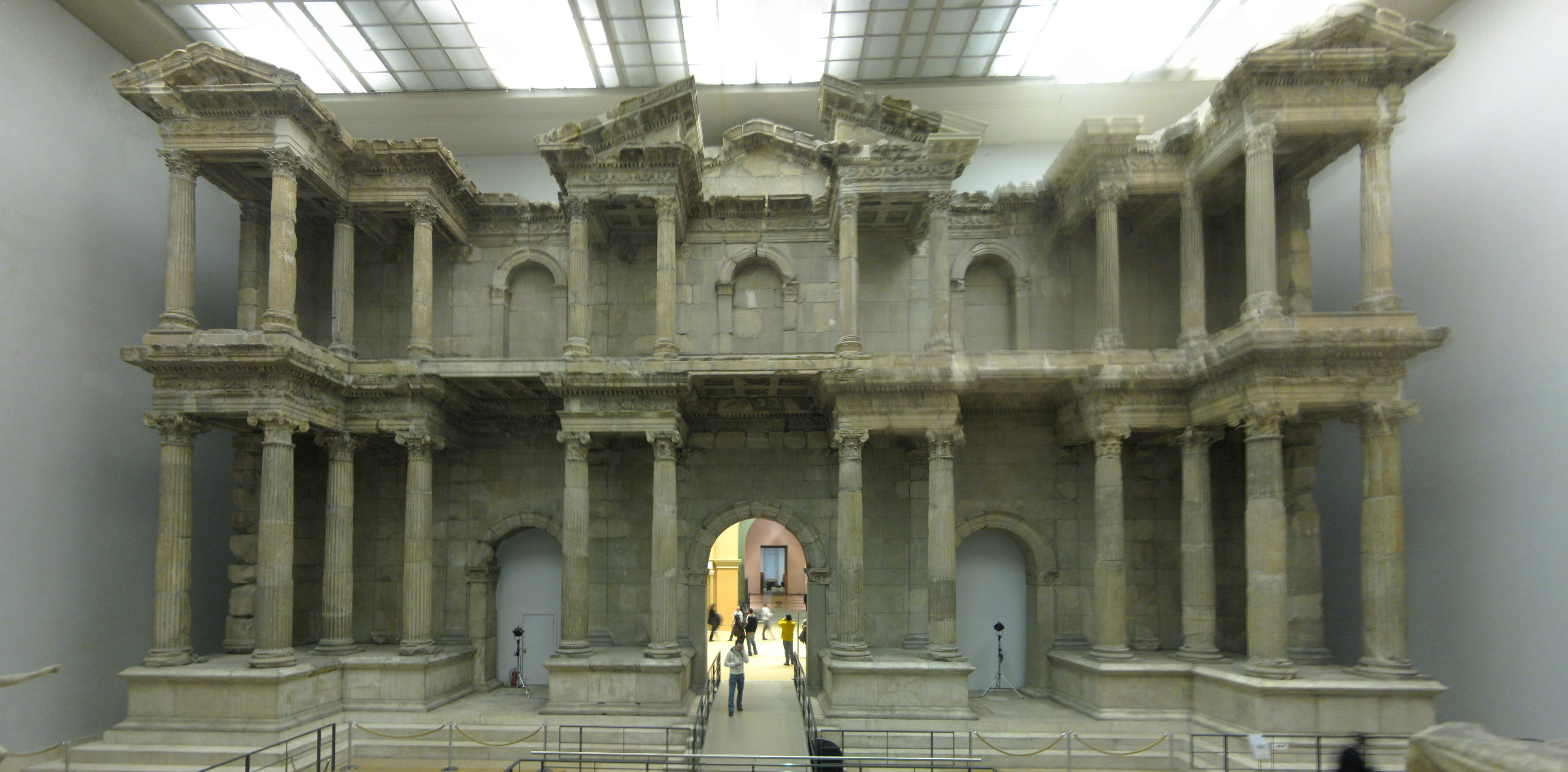
Porta del mercato di Mileto, Pergamon Museum, Berlino
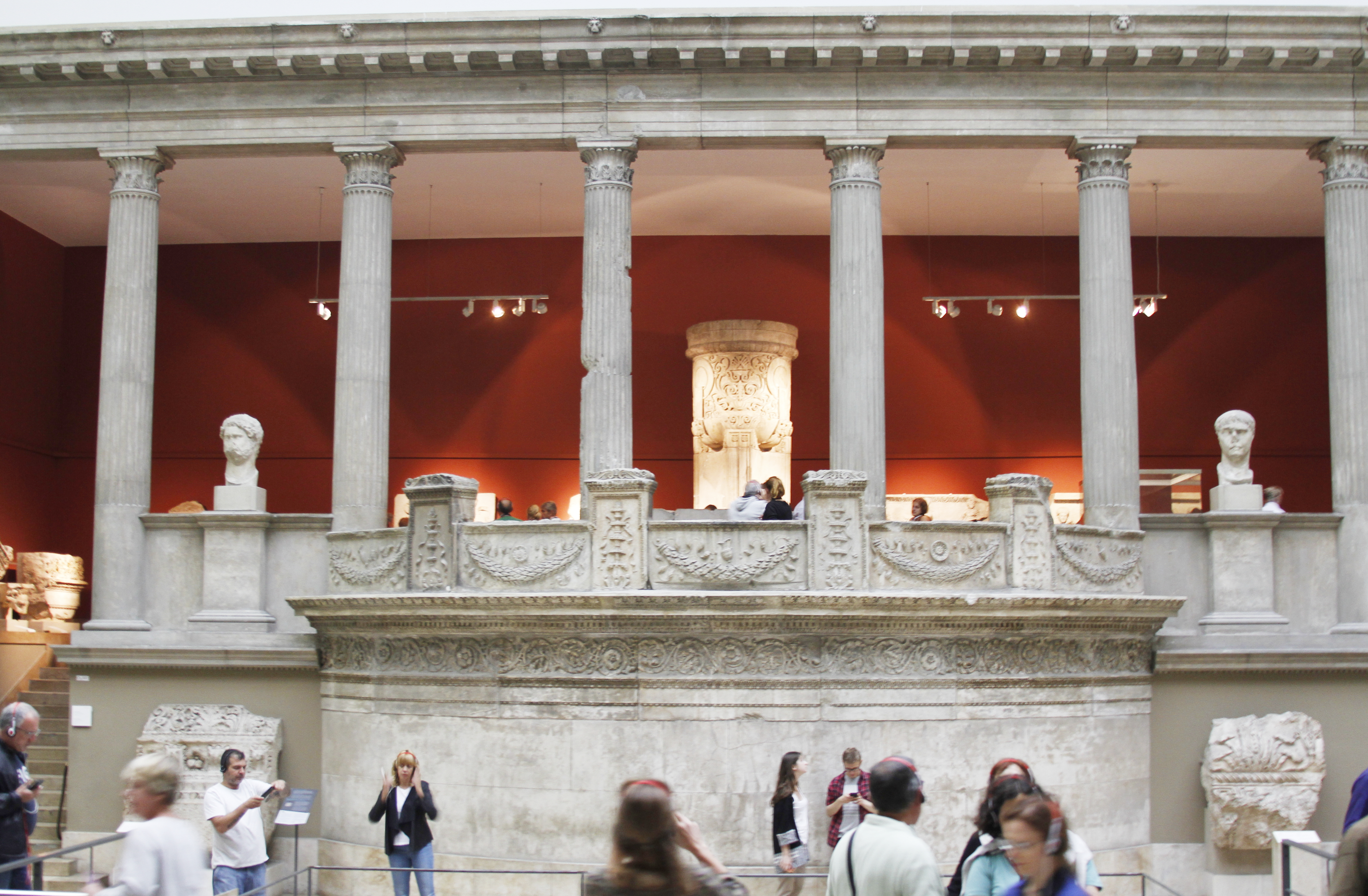
Il mercato di Mileto
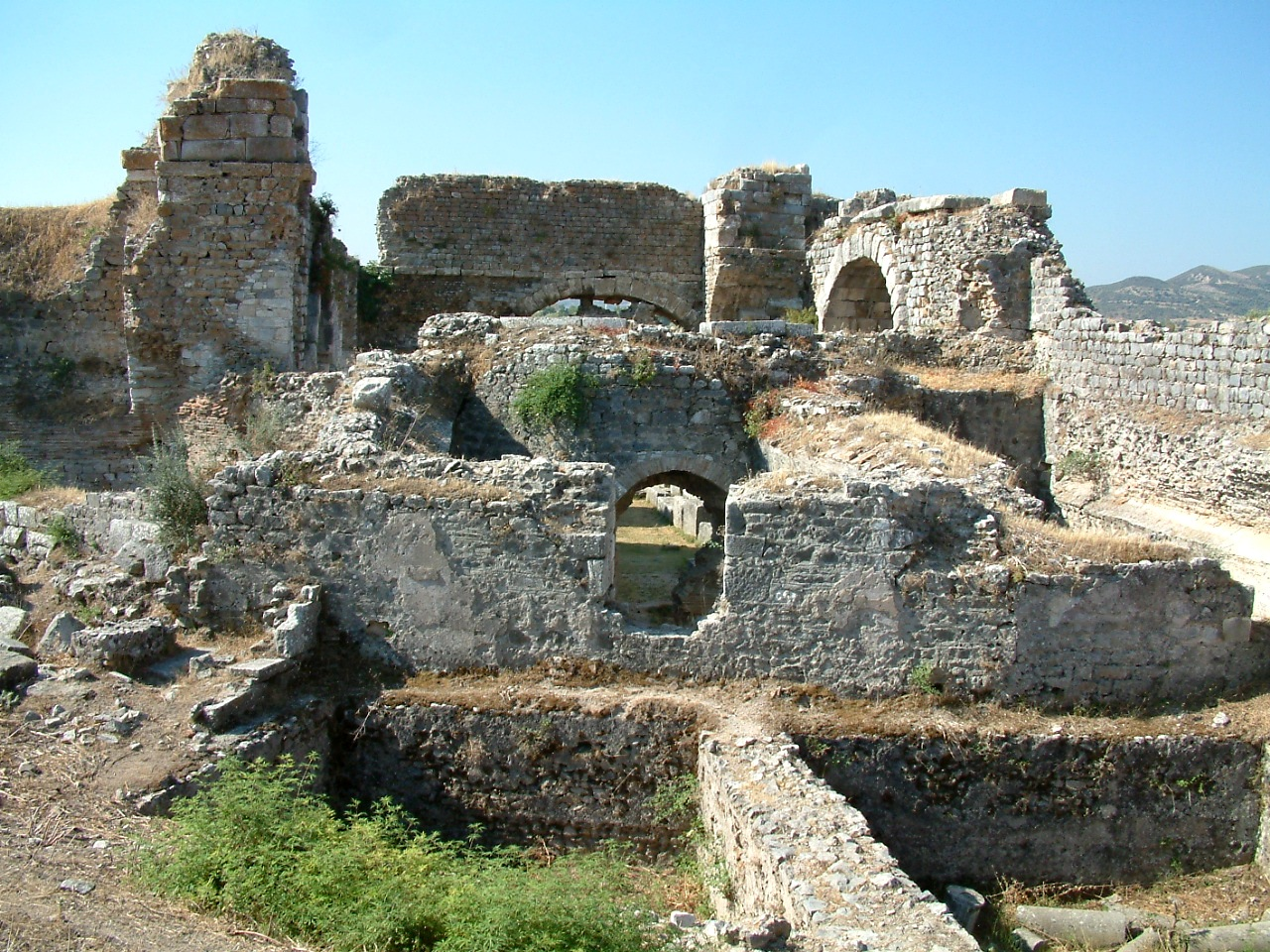
Le Terme di Faustina di Mileto